# Szczekuszka jenisejska
Szczekuszka jenisejska (Ochotona turuchanensis) – gatunek ssaka z rodziny szczekuszkowatych. Z wyglądu przypomina szczekuszkę północną, bardziej spokrewniona ze szczekuszką ałtajską. Zamieszkuje kamieniste zbocza na Syberii, między Leną a Jenisejem. Żywi się roślinami, grzybami i porostami, magazynuje zapasy siana. Samica rozpoczyna rozród jeszcze za utrzymującego się śniegu, nosi od 2 do 5 młodych. Nie zagraża jej wyginięcie.

## Budowa
Jest to średniej wielkości szczekuszka.
Długość głowy i tułowia wynosi pomiędzy 16,0 a 22,0 cm. Długość ucha wynosi od 1,6 do 2,4 cm. Tylna stopa mierzy od 2,5 do 3 cm. Długość kondylo-bazalna wynosi od 3,7 do 4,3 cm. Całkowita szerokość czaszki to 1,9 do 2,2 centymetra, podczas gdy wysokość wynosi pomiędzy 1,4 a 1,5 cm. Masa zwierzęcia zawiera się w przedziale pomiędzy 113 a 171 gramów. Wymiary te czynią szczekuszkę jenisejską mniejszą od szczekuszki ałtajskiej, jej bliskiej krewnej. Z zewnątrz przypomina bardziej szczekuszkę północną.
Ciało zwierzęcia pokrywa futro barwy ochry. Jest ono dłuższe i bardziej miękkie zimą, wtedy też jest jaśniejsze. Na szyi w okolicy gruczołu szyjnego włosy są kasztanowe. Pośrodkowo grzbietem biegnie ciemna pręga. Niemniej znane są też osobniki melanistyczne.
Średniej wielkości czaszka jest korpulentna. Autorzy zwracają uwagę na odrębne otwory przysieczny i podniebienny. Opisują też średniej wielkości bulle słuchowe. Szew pomiędzy kością przysieczną i szczękową jest gładki i ta właśnie cecha w najlepszym stopniu nadaje się do odróżnienia szczekuszki jenisejskiej od szczekuszki północnej.
Okrągłe uszy szczekuszki jenisejskiej mają białe końce.

## Systematyka

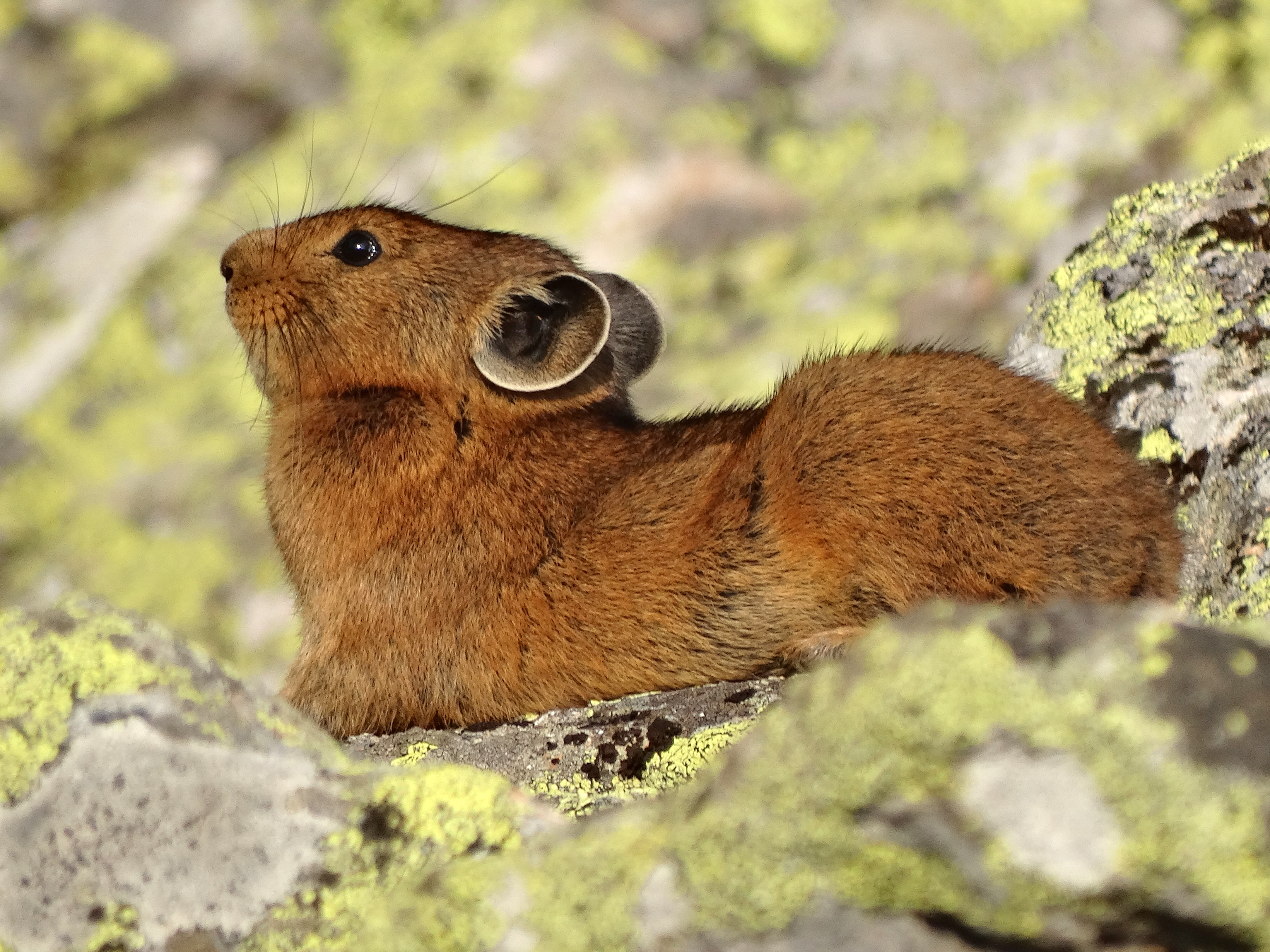
Szczekuszka jenisejska zdaje się blisko spokrewniona z wyżej widoczną szczekuszką ałtajską

Nowy takson opisany został przez Naumowa w 1934. Badacz zaliczył go do rodzaju Ochotona, obecnie znanego jako szczekuszka, i podrodzaju Pika oraz do gatunku hyperborea, zwanego po polsku szczekuszką północną. Jako miejsce typowe podano placówkę Uchami nad Dolną Tunguzką w rejonie turuchańskim, aczkolwiek autorzy podają też, że w rejonie ewenkijskim w obrębie Kraju Krasnojarskiego.
Długo zwierzę to nie było uznawane za odrębny gatunek, tym bardziej że pod względem morfologii przypominała bardzo szczekuszkę północną. Uważano go za podgatunek szczekuszki północnej bądź szczekuszki ałtajskiej. Często nawet nie wyróżniano go jako osobny podgatunek. W końcu jednak zwrócono uwagę na odmienności pewnych cech jakościowych i odrębny repertuar dźwięków wydawanych przez zwierzę. W dalszym ciągu wykonano badania genetyczne DNA mitochondrialnego. Wykazały one, że szczekuszka jenisejska nie jest w ogóle szczególnie blisko spokrewniona ze szczekuszką północną. Okazała się ona taksonem siostrzanym szczekuszki ałtajskiej, co później potwierdzono również badaniami DNA jądrowego. Badania genetyczne nie potwierdziły jednoznacznie odrębności gatunkowej, niemniej odmienności w budowie i ekologii wskazały na konieczność uznania szczekuszki jenisejskiej za odrębny gatunek pomimo odrębnego zdania części badaczy, wskazujących, że odrębności w umaszczeniu i wydawanych dźwiękach to za mało. Niemniej istnieje jeszcze hipoteza o hybrydowym pochodzeniu szczekuszki jenisejskiej.
Podgatunków się nie wyróżnia.
Późniejsze badania genetyczne obejmujące zarówno DNA jądrowe, jak i mitochondrialne potwierdziły przynależność szczekuszki jenisejskiej do podrodzaju Pika. Do tego samego podrodzaju należy szczekuszka ałtajska oraz szczekuszka północna. Jest to jedyny współczesny rodzaj należący do rodziny szczekuszkowatych.
Kladogram za Melo-Ferreira et al., 2014 (uproszczono)
|  | Ochotona rutilla   |
|  |                    |
|  | Ochotona rufencens |
|  |                    |

|  | Ochotona daurica |
|  |                  |

|  | Ochotona pusilla |
|  |                  |

|  | Ochotona alpina        |
|  |                        |
|  | Ochotona turuchanensis |
|  |                        |

|  | Ochotona hoffmani    |
|  |                      |
|  | Ochotona hyperborea  |
|  |                      |
|  | Ochotona mantchurica |
|  |                      |

|  | Ochotona alpina        |
|  |                        |
|  | Ochotona turuchanensis |
|  |                        |

|  | Ochotona hoffmani    |
|  |                      |
|  | Ochotona hyperborea  |
|  |                      |
|  | Ochotona mantchurica |
|  |                      |

|  | Ochotona alpina        |
|  |                        |
|  | Ochotona turuchanensis |
|  |                        |

|  | Ochotona hoffmani    |
|  |                      |
|  | Ochotona hyperborea  |
|  |                      |
|  | Ochotona mantchurica |
|  |                      |

|  | Ochotona alpina        |
|  |                        |
|  | Ochotona turuchanensis |
|  |                        |

|  | Ochotona hoffmani    |
|  |                      |
|  | Ochotona hyperborea  |
|  |                      |
|  | Ochotona mantchurica |
|  |                      |

|  | Ochotona pusilla |
|  |                  |

|  | Ochotona alpina        |
|  |                        |
|  | Ochotona turuchanensis |
|  |                        |

|  | Ochotona hoffmani    |
|  |                      |
|  | Ochotona hyperborea  |
|  |                      |
|  | Ochotona mantchurica |
|  |                      |

|  | Ochotona alpina        |
|  |                        |
|  | Ochotona turuchanensis |
|  |                        |

|  | Ochotona hoffmani    |
|  |                      |
|  | Ochotona hyperborea  |
|  |                      |
|  | Ochotona mantchurica |
|  |                      |

|  | Ochotona alpina        |
|  |                        |
|  | Ochotona turuchanensis |
|  |                        |

|  | Ochotona hoffmani    |
|  |                      |
|  | Ochotona hyperborea  |
|  |                      |
|  | Ochotona mantchurica |
|  |                      |

|  | Ochotona alpina        |
|  |                        |
|  | Ochotona turuchanensis |
|  |                        |

|  | Ochotona hoffmani    |
|  |                      |
|  | Ochotona hyperborea  |
|  |                      |
|  | Ochotona mantchurica |
|  |                      |

|  | Ochotona rutilla   |
|  |                    |
|  | Ochotona rufencens |
|  |                    |

|  | Ochotona daurica |
|  |                  |

|  | Ochotona pusilla |
|  |                  |

|  | Ochotona alpina        |
|  |                        |
|  | Ochotona turuchanensis |
|  |                        |

|  | Ochotona hoffmani    |
|  |                      |
|  | Ochotona hyperborea  |
|  |                      |
|  | Ochotona mantchurica |
|  |                      |

|  | Ochotona alpina        |
|  |                        |
|  | Ochotona turuchanensis |
|  |                        |

|  | Ochotona hoffmani    |
|  |                      |
|  | Ochotona hyperborea  |
|  |                      |
|  | Ochotona mantchurica |
|  |                      |

|  | Ochotona alpina        |
|  |                        |
|  | Ochotona turuchanensis |
|  |                        |

|  | Ochotona hoffmani    |
|  |                      |
|  | Ochotona hyperborea  |
|  |                      |
|  | Ochotona mantchurica |
|  |                      |

|  | Ochotona alpina        |
|  |                        |
|  | Ochotona turuchanensis |
|  |                        |

|  | Ochotona hoffmani    |
|  |                      |
|  | Ochotona hyperborea  |
|  |                      |
|  | Ochotona mantchurica |
|  |                      |

|  | Ochotona pusilla |
|  |                  |

|  | Ochotona alpina        |
|  |                        |
|  | Ochotona turuchanensis |
|  |                        |

|  | Ochotona hoffmani    |
|  |                      |
|  | Ochotona hyperborea  |
|  |                      |
|  | Ochotona mantchurica |
|  |                      |

|  | Ochotona alpina        |
|  |                        |
|  | Ochotona turuchanensis |
|  |                        |

|  | Ochotona hoffmani    |
|  |                      |
|  | Ochotona hyperborea  |
|  |                      |
|  | Ochotona mantchurica |
|  |                      |

|  | Ochotona alpina        |
|  |                        |
|  | Ochotona turuchanensis |
|  |                        |

|  | Ochotona hoffmani    |
|  |                      |
|  | Ochotona hyperborea  |
|  |                      |
|  | Ochotona mantchurica |
|  |                      |

|  | Ochotona alpina        |
|  |                        |
|  | Ochotona turuchanensis |
|  |                        |

|  | Ochotona hoffmani    |
|  |                      |
|  | Ochotona hyperborea  |
|  |                      |
|  | Ochotona mantchurica |
|  |                      |

## Tryb życia
Szczekuszka jenisejska zachowuje aktywność za dnia, nocą bowiem przeszkadza jej chłód. Życie na północy upływa jej za długich dni polarnych w lecie i nocą polarną zimą. Unika pogody wietrznej oraz południa. Wedle części źródeł jest dość skryta, żyjąc między kamieniami i poruszając się korytarzami wśród mchów. Wedle innych nie wiedzie specjalnie skrytego trybu życia, łatwo dostrzegalna i głośna w zachowaniu.
Zwierzę porusza się, skacząc i biegając. Lubi też opalać się na słońcu. Zwierzę zajmuje teren oceniony w jednym z badań od 2300 do 3500 m², przy czym zasięgi samic i samców silnie na siebie zachodzą. Daje to gęstość od 7 do 240 szczekuszek jenisejskich na kilometr kwadratowy. Zajmowane miejsce znaczą latryny. Tam zwierzęta te załatwiają swe potrzeby fizjologiczne. Charakterystyczne dla szczekuszek są także snopy zebranego siana. Szczekuszka jenisejska pozostawia kupki bobków. Używa ich do oznaczenia swych terytoriów. Zwierzęta otaczają je czerwonymi porostami.
Ssaki te wydają głośne dźwięki, w tym sygnały alarmowe i piosenki przypominające najbardziej te spotykane u szczekuszki ałtajskiej. Niemniej zbadano pewne różnice odnośnie częstotliwości dźwięku.
Gniazda znajdują się pod kamieniami. 
Zwierzę przystępuje do rozrodu, kiedy pokrywa śnieżna jeszcze się utrzymuje. Ciężarne samice widywano od połowy czerwca do połowy sierpnia, co wskazuje na kopulację w maju. Zbadane samice rozmnażały się raz do roku i zachodziły w ciążę, nosząc od 2 do 5 zarodków, średnia 3,4. Młode widywano na powierzchni ziemi od środka lipca. 

## Rozmieszczenie geograficzne
Szczekuszka jenisejska zamieszkuje środkową Syberię pomiędzy środkowym i dolnym albo południowym Jenisejem oraz Leną w jej środkowym biegu. Sięga jeziora Bajkał. Cieszy się szerokim zasięgiem występowania. 

## Ekologia
Siedlisko szczekuszki jenisejskiej to tereny skaliste. Zasiedla klify i szczyty wzgórz, kamieniste zbocza na północnych częściach wzgórz, jak również przyległe szczyty i wzgórza w okolicach źródeł i porosłych lasem iglastym. Nie lubi niestabilnych zboczy. Sięga wysokości od 100 do 1100 m nad poziomem morza. Kryje się pomiędzy kamieniami, w szczelinach i jamach. Niemniej kiedy osiąga znaczące zagęszczenie, zajmuje także powalone drzewa, kryje się między korzeniami. 
Zwierzę występuje pospolicie choćby w Putorana, a być też w innych, niedosięgłych miejscach. Sympatrycznie do niego żyje szczekuszka północna.
Żywi się pokarmem roślinnym, ale także grzybami i porostami. Jak to szczekuszki mają w zwyczaju, magazynuje siano w stogach. Zaczyna gromadzenie zapasów w lipcu. Tworzy najczęściej około 20 niewielkich stosów siana ważących średnio po 100 g, składających się głównie z lokalnej roślinności. Niemniej szczekuszki jenisejskie mają pewne preferencje i niektórych gatunków unikają. Zbiera liście drzew, zioła, porosty, rośliny zarodnikowe. Zbiory swoje trzyma najczęściej poniżej płaskich kamieni.

## Zagrożenia i ochrona
Całkowita liczebność gatunku nie została poznana.
IUCN zauważyła istnienie gatunku w 2003, nie poddając go jeszcze ewaluacji. Dopiero po upływie 5 lat określiła go jako gatunek najmniejszej troski. Klasyfikację taką powtórzono w 2016. Klasyfikację taką uzasadnia szeroki zasięg występowania i miejscowo pospolite występowanie. Nie prowadzi się żadnych działań zmierzających do ochrony tego gatunku.
Zagrożeń nie poznano.